# قشلاق پادارحاجی عباداله
قشلاق پادارحاجی عباداله یک روستا در ایران است که در استان اردبیل واقع شده‌است.